# Allotoma
Allotoma là một chi bướm đêm thuộc liên họ Bombycoidea. Chi này chứa một loài duy nhất là Allotoma cornifrons, có ở Borneo, Malaysia, và Sumatra.
Chi này từng được xếp vào họ Ngài thiên xã hoặc Lymantriidae nhưng tính chính xác không cao. Holloway đã chuyển chi này khỏi liên họ Noctuoidea và đưa ra giả thuyết rằng chi này thuộc liên họ Bombycoidea, nhưng không xếp chính xác vào họ nào.